# 장단향교
장단향교는 경기도 파주시 군내면 읍내리에 있던 향교이다. 한국 전쟁 이후 없어지게 되었다.